# Papás-mamás (film, 2000)
A Papás-mamás (eredeti címe: Maybe Baby) 2000-ben bemutatott brit vígjáték, amelyet Ben Elton írt és rendezett. A forgatókönyvet Elton Inconceivable című regénye alapján készítették. A produkció főbb szerepeiben Hugh Laurie, Joely Richardson és Matthew Macfadyen. 2000. június 2-án mutatták be az Egyesült Királyságban. Magyarországon október 12-től volt megtekinthető a mozikban.

## Cselekmény
Sam és Lucy gyereket szeretnének, de már mindent megpróbáltak ennek érdekében. Ezzel egy időben Sam egyre elégedetlenebb a munkájával. A férfinak az az ötlete támad, hogy saját forgatókönyvet írjon, de írói válságba kerül. Sam úgy dönt, hogy a saját életükről fog írni, ami ellen felesége tiltakozik. Ennek ellenére a férfi Lucy naplóbejegyzéseit használja fel, hogy hitelesebbnek tűnjön a történet. A film sikeres lesz, de Sam magára haragítja vele Lucyt, és a nő elhagyja Samet. A pár végül kibékül, és tovább próbálkoznak a babával.

## Szereplők
| Szerep            | Színész           | Magyar hangja       |
| ----------------- | ----------------- | ------------------- |
| Lucy Bell         | Joely Richardson  | Orosz Anna          |
| Sam Bell          | Hugh Laurie       | Pusztaszeri Kornél  |
| Nigel             | Matthew Macfadyen | Barabás Kiss Zoltán |
| George            | Adrian Lester     | Czvetkó Sándor      |
| Melinda           | Yasmin Bannerman  | n.a                 |
| Joanna            | Rachael Stirling  | n.a                 |
| Dave, a humorista | Dave Thompson     | n.a                 |
| Druscilla         | Emma Thompson     | Kovács Nóra         |
| Ewan Proclaimer   | Tom Hollander     | Kálloy Molnár Péter |
| Mr James          | Rowan Atkinson    | Kőszegi Ákos        |
| Sheila            | Joanna Lumley     | Illyés Mari         |
| Carl Phipps       | James Purefoy     | Rékasi Károly       |
| Justin Cocker     | Richard Leaf      | Simonyi Balázs      |
| Nimnh             | Kelly Reilly      | n.a                 |
| Charlene          | Dawn French       | n.a                 |

## Fogadtatás

### Kritikai visszhang
A film vegyes fogadtatásra lelt. A Rotten Tomatoeson 50%-os minősítést ért el 28 értékelés alapján, az összefoglaló szerint: „A szimpatikus szereposztás a Papás-mamásnak ad némi romantikus vonzerőt, de a nem elkötelezett hangnem miatt a komédia nem annyira vicces vagy őszinte, mint amennyire az lenni szeretne.” Lou Lumenick a New York Posttól azt írta: „Ez még akkor is megalázóan vérfertőző lenne, ha a megtermékenyítéssel kapcsolatos viccek nem lennének olyan fárasztóan bénák és kiszámíthatóak.” Stephen Hunter a New York Timestól azt írta: „A Papás-mamás a bohózat és a keserédes romantikus komédia között váltakozva meglepően biztos komikus lábakon áll.” Ed Park a Village Voice-tól azt írta: „Több szempontból is terméketlennek bizonyul.”
A Metacritic 46 pontot adott a 100-ból 11 vélemény alapján. Chuck Wilson az L.A. Weekly-től azt írta: „Egy film, amelyet ezennel a valaha készült legjobb termékenységi vígjátéknak nyilvánítunk, abban a halvány reményben, hogy még eggyel nem próbálkoznak.” Elizabeth Weitzman a New York Daily Newstól azt írta: „Elcsattan néhány jó poén, de ígéretes származását tekintve ez meglepően puha anyag.” Jan Stuart a Los Angeles Timestól azt írta: „Ez az új romantikus vígjáték az Egyesült Királyságból egy érzelmi aranybányán landol, csakhogy szintetikus szalmává pörgesse.”

### Bevétel adatai
A Box Office Mojo szerint a film 173 ezer dolláros bevételt ért el, a költségvetésről nincs adat.